# Alparea
Alparea est un village de Roumanie situé dans le Județ de Bihor. Administrativement, il fait partie de la commune d'Oșorhei. En 2011, le village comptait 1105 habitants.